# Torre Conurban
La Torre Conurban es un edificio en torre de oficinas ubicado en el complejo Catalinas Norte, en el barrio de Retiro, en la ciudad de Buenos Aires, Argentina. Fue proyectada por los arquitectos Kocourek, Katzenstein y Llorens y se terminó en 1973. Tiene 95 metros de altura. Se distingue por el uso de ladrillos a la vista en el revestimiento de la fachada oeste, dando un aspecto distintivo y protegiendo al edificio del intenso sol de la tarde porteña.

## Descripción

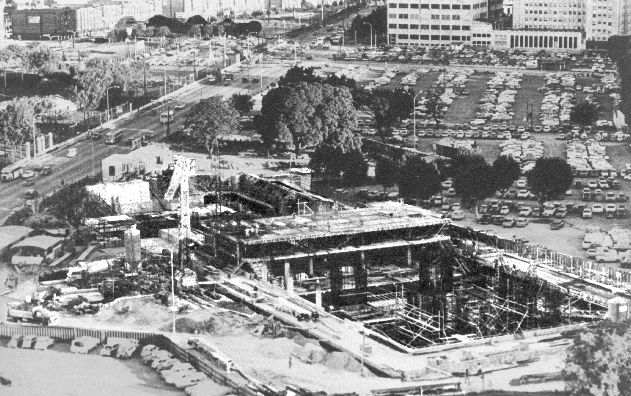
Comienzo de la construcción de las torres UIA (adelante) y Conurban (atrás), ca. 1969

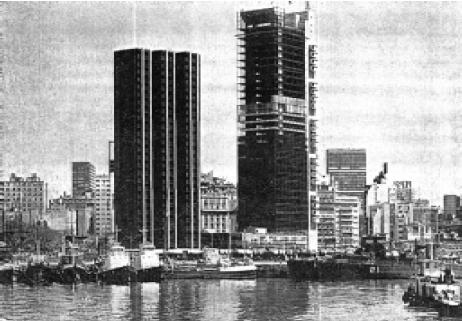
Junto a la Torre UIA en construcción

La Torre Conurban fue la primera torre construida en Catalinas Norte, aunque previamente se había levantado el Sheraton Buenos Aires Hotel. Fue proyectada en 1969 por los arquitectos Estanislao Kocourek, Ernesto Katzenstein y Carlos Llorens y la empresa Kocourek S.A. inició las obras ese mismo año. Asesoraron Jorge Laborde (estudios de suelos), Miguel Becerra y Juan Lange (hormigón armado), Jorge Wiegandt (aire acondicionado), Antonio Causino (obras sanitarias), Luis Grinner (electricidad) y C. F. Hurtado (gas). El ingeniero Alejandro Lange se encargó de los cálculos de la estructura.
El edificio se compone por 3 subsuelos, planta baja y 25 pisos y un cuerpo anexo de planta baja y 2 pisos. Ambos suman una superficie cubierta de 26.217,30 m². Los dos primeros subsuelos se usan como estacionamientos para 254 autos y archivo, y el tercer subsuelo como sala de máquinas. La planta baja posee el acceso a las oficinas y a dos locales comerciales con entrepiso. Los siguientes 23 niveles son de oficinas, el piso 24 lo ocupa la sala de máquinas de doble altura y una oficina y el piso 25 las máquinas de los ascensores y otra oficina.
El revestimiento de la fachada es distintivo del edificio, ya que el lado que da al Río de la Plata posee un muro cortina (CW), mientras que el lado que da a la ciudad es de ladrillo a la vista. 